# تصفيات بطولة أوروبا تحت 21 سنة لكرة القدم 2015
تصفيات بطولة أوروبا تحت 21 سنة لكرة القدم 2015 هي المرحلة المؤهلة إلى نهائيات البطولة بدأت في مارس 2013 وانتهت سبتمبر 2014.وأقيمت البطولة النهائية في جمهورية التشيك. أجريت القرعة في 31 يناير 2013 في نيون، سويسرا.

## وصلات خارجية
- الموقع الرسمي